# Saint-Hippolyte (Charente Marittima)
Saint-Hippolyte è un comune francese di 1 375 abitanti situato nel dipartimento della Charente Marittima nella regione della Nuova Aquitania.

## Società

### Evoluzione demografica
Abitanti censiti